# アッベケーニッヒプリズム

このイメージ図では、プリズムの左下隅と右下隅部分は不要なので重量を軽減するために切除されている。

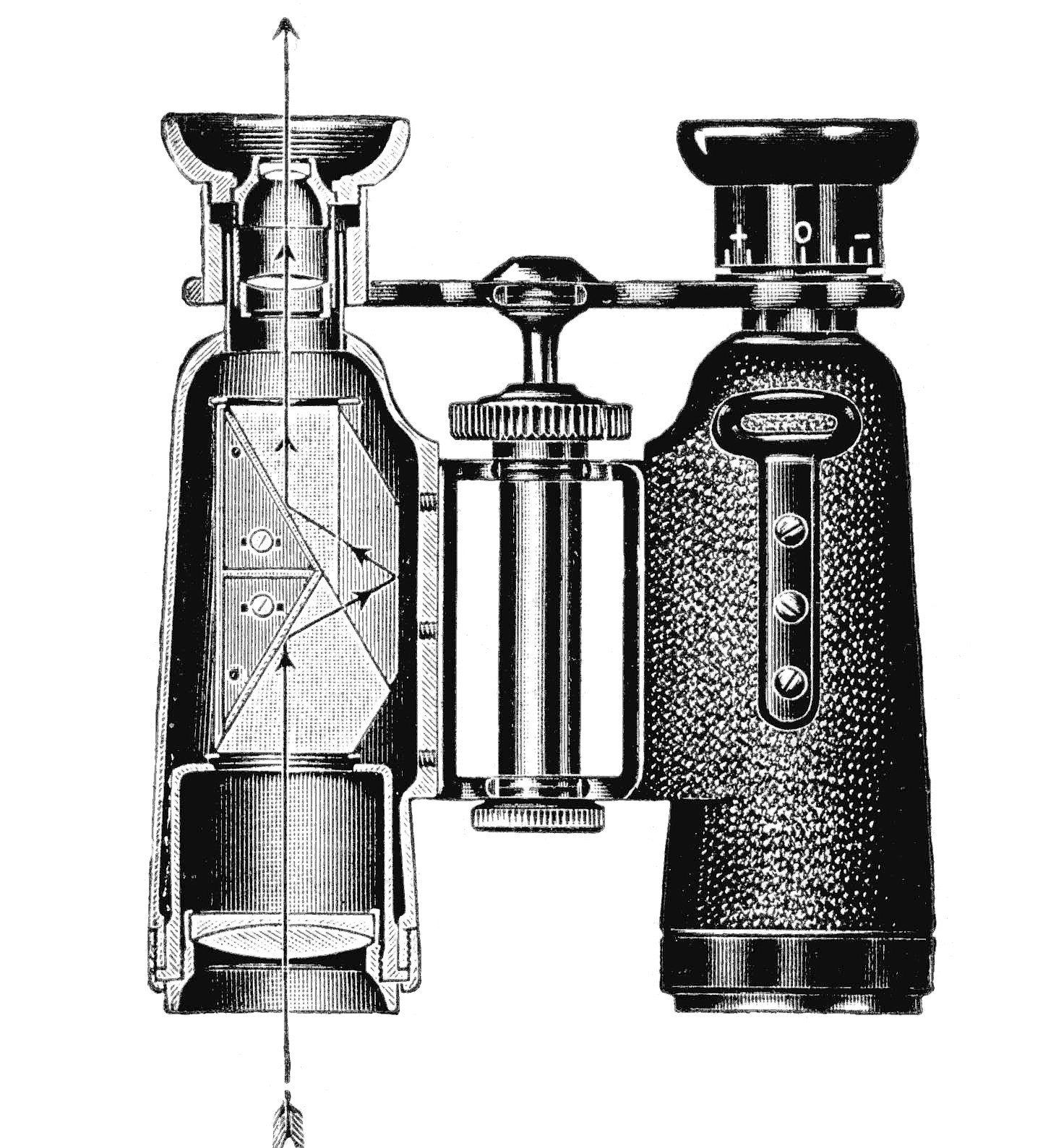
双眼鏡におけるアッベケーニッヒプリズム

アッベケーニッヒプリズム（英語: Abbe–Koenig prism）は、像の反転(180°回転)に使用される反射プリズムの形式である。双眼鏡や一部の望遠鏡で、この目的のために一般的に使用されている。プリズムの名はエルンスト・アッベとアルベルト・ケーニッヒにちなむ。
このプリズムは、ふたつのガラスプリズムから作られており、これらは光学的に接着されて、対称形の浅いV字形をしている。ひとつの面に垂直に入射した光は、30°の斜面で全反射され、プリズムの底部にある屋根(ドイツ語のDach(ダハ))部分(90°の角度で交わるふたつの面で構成される)で反射される。次に、光は反対側の30°の面で反射され、面に垂直に出射する。
4回の内部反射(うち2つは屋根面での反射)の最終的な効果は、像を垂直と水平の両方とも反転することである。光は偶数回反射されるため像は裏返しにならずに、180°の像回転がされ、プリズムは正立像のために使用できる。より一般的なダブルポロプリズム構成と異なり、アッベケーニヒプリズムは出力光軸が入力光軸からずれないので、一部の機器では有利になる。プリズムもダブルポロデザインよりもかさばらない。
このプリズムは単に「ダハプリズム」と呼ばれることもあるが、アミチやシュミットペシャンなど他にもダハプリズム構成は存在するので、これは曖昧な呼び方である。
アッベケーニッヒプリズムの変形として、プリズムの「ダハ」部分をミラーコーティングされた単一反射平面に置き換えたものがある。このタイプのプリズムは像を垂直方向には反転させるが水平方向には反転させず、像は裏返しになる。

## 位相補正の問題
アッベケーニッヒプリズムは、他のダハプリズムと同じく位相補正の問題を有する。
アッベケーニッヒプリズム及びその他のダハプリズム双眼鏡は、位相補正コーティングにより、この問題を低減し、解像度とコントラストを大幅に向上させている。

## 双眼鏡の市販市場シェア
採用事例としてニコン双眼鏡WXシリーズがあるが
、
アッベケーニッヒプリズムはシュミットペシャンプリズムよりもかなり長くなり、軽量、コンパクトなサイズ、コストよりも究極の集光力が重要な大型ダハプリズム型双眼鏡を除いて、ほとんど使用されていない。2020年代初めのアッベケーニッヒプリズム型双眼鏡の商業市場シェアは、他のプリズム型のものと比較して小さい。